# Sven Sprangler
Sven Michael Sprangler (* 27. März 1995 in Bruck an der Mur) ist ein österreichisch-tschechischer Fußballspieler.

## Karriere
Sven Sprangler  wurde am 27. März 1995 als Sohn eines Österreichers und einer Tschechin in Bruck an der Mur geboren und begann seine Karriere als Fußballspieler im Jahr 2000 bei der Union Birkfeld. Nachdem er beim SC Weiz, dem SV Anger und dem Grazer AK gespielt hatte, ging er in die AKA Burgenland. 2012 wechselte er zur SV Mattersburg. Sein Profidebüt gab er am zweiten Spieltag der Saison 2013/14 gegen den SKN St. Pölten. Nach dem Aufstieg in die Bundesliga 2015 gab er sein Bundesligadebüt am ersten Spieltag der Saison 2015/16 gegen den FC Red Bull Salzburg.
Zur Saison 2017/18 wechselte er zum Zweitligisten TSV Hartberg. Mit den Hartbergern konnte er in jener Saison in die Bundesliga aufsteigen. Nach dem Aufstieg wechselte er im Sommer 2018 zum Wolfsberger AC, bei dem er einen bis Juni 2020 laufenden Vertrag erhielt. Nach vier Jahren in Kärnten verließ er den WAC nach der Saison 2021/22.
Nach einem halben Jahr ohne Verein wechselte Sprangler im Februar 2023 zum Zweitligisten SK Vorwärts Steyr, bei dem er einen bis Juni 2024 laufenden Vertrag erhielt. Für Steyr kam er zu zwölf Einsätzen in der 2. Liga, aus der er mit dem Team zu Saisonende aber abstieg, woraufhin er Vorwärts nach der Saison 2022/23 verließ.
Anschließend wechselte er im September 2023 nach Schottland zum Erstligisten FC St. Johnstone.
Sein Jänner 2022 ist Sprangler im Besitz der ÖFB-D-Trainerlizenz und trat von Herbst 2021 bis Sommer 2022 als Co-Trainer im Nachwuchsbereich des Wolfsberger AC in Erscheinung.